# Gildebreuk
Dit overzicht is mogelijk incompleet; u kunt helpen door het uit te breiden.

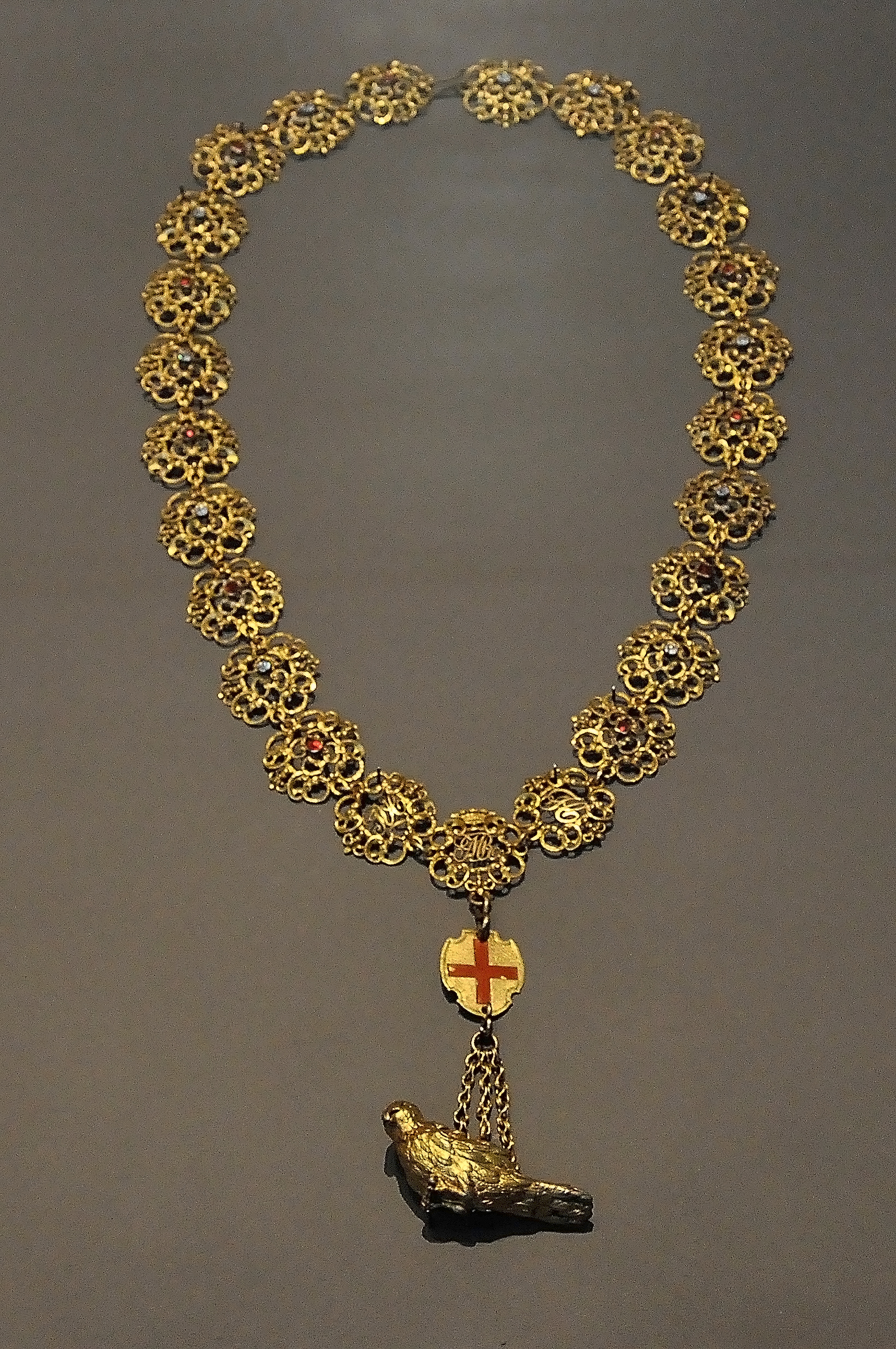
Gildebreuk van het Sint-Jorisgilde te Gent

Een gildebreuk of koningsketting of koningsbreuk is smeedwerk, meestal uit zilver, dat een lid van een schuttersgilde één jaar mag dragen na het winnen van de koningsschieting. 
Een bekend voorbeeld van een gildebreuk is die van Reynegom die de heer van Herenthout in 1740 aan de koning van de plaatselijke schuttersgilde schonk. Ook andere gilden of beroepsverenigingen uit de middeleeuwen en later schonken gildebreuken aan hun leden.
Gildebreuken worden in de 21e eeuw nog gedragen door de koningen tijdens het Oud Limburgs Schuttersfeest en kan voorzien zijn van een borstplaat.

## Uitvoeringen
- Gildebreuk van de schutters, 17e eeuw , Mechelen
- Gildebreuk van Reynegom, ca.1740
- Gildebreuk van het Sint-Jorisgilde (Gent)

## Foto's

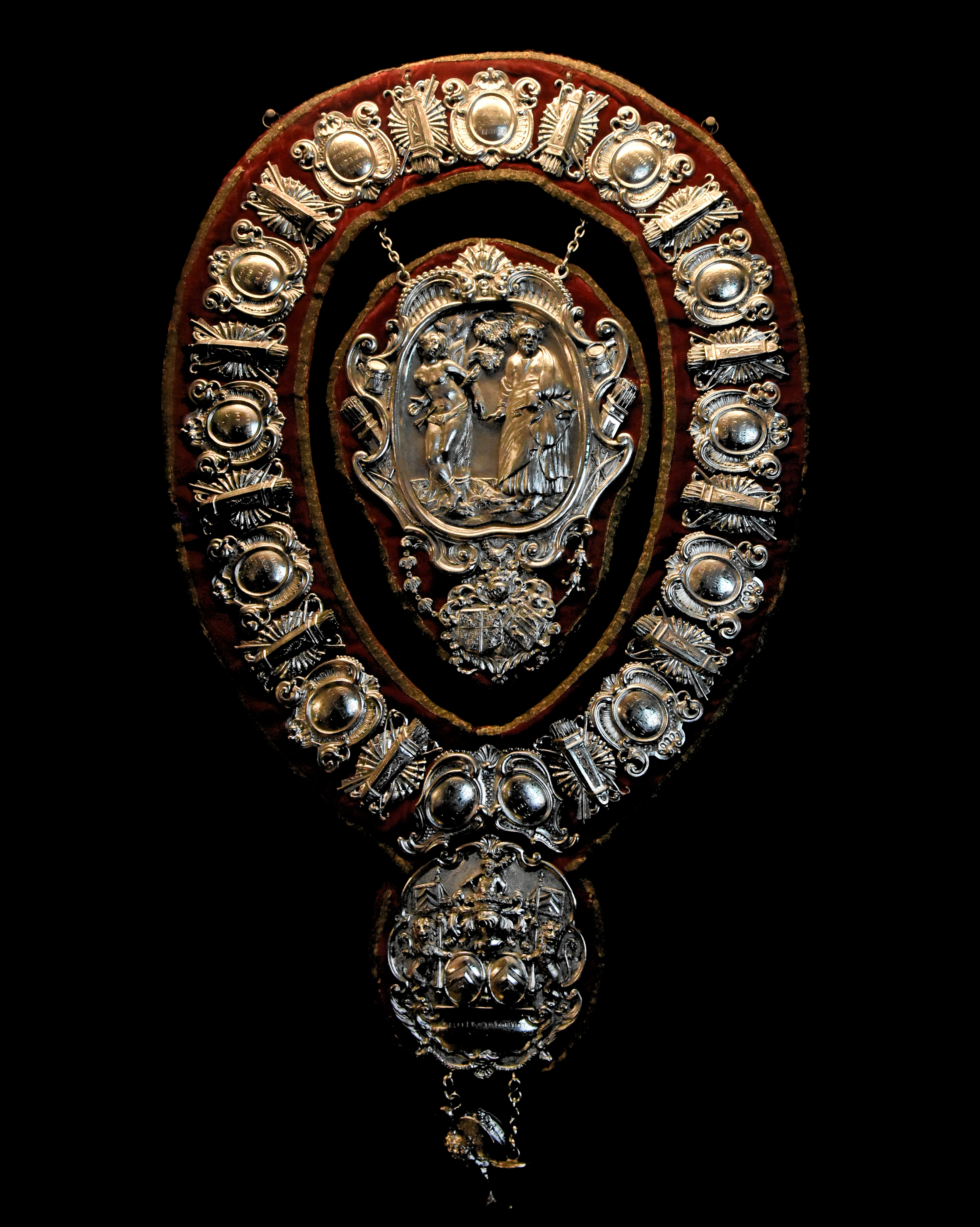
Gildebreuk van Reynegom
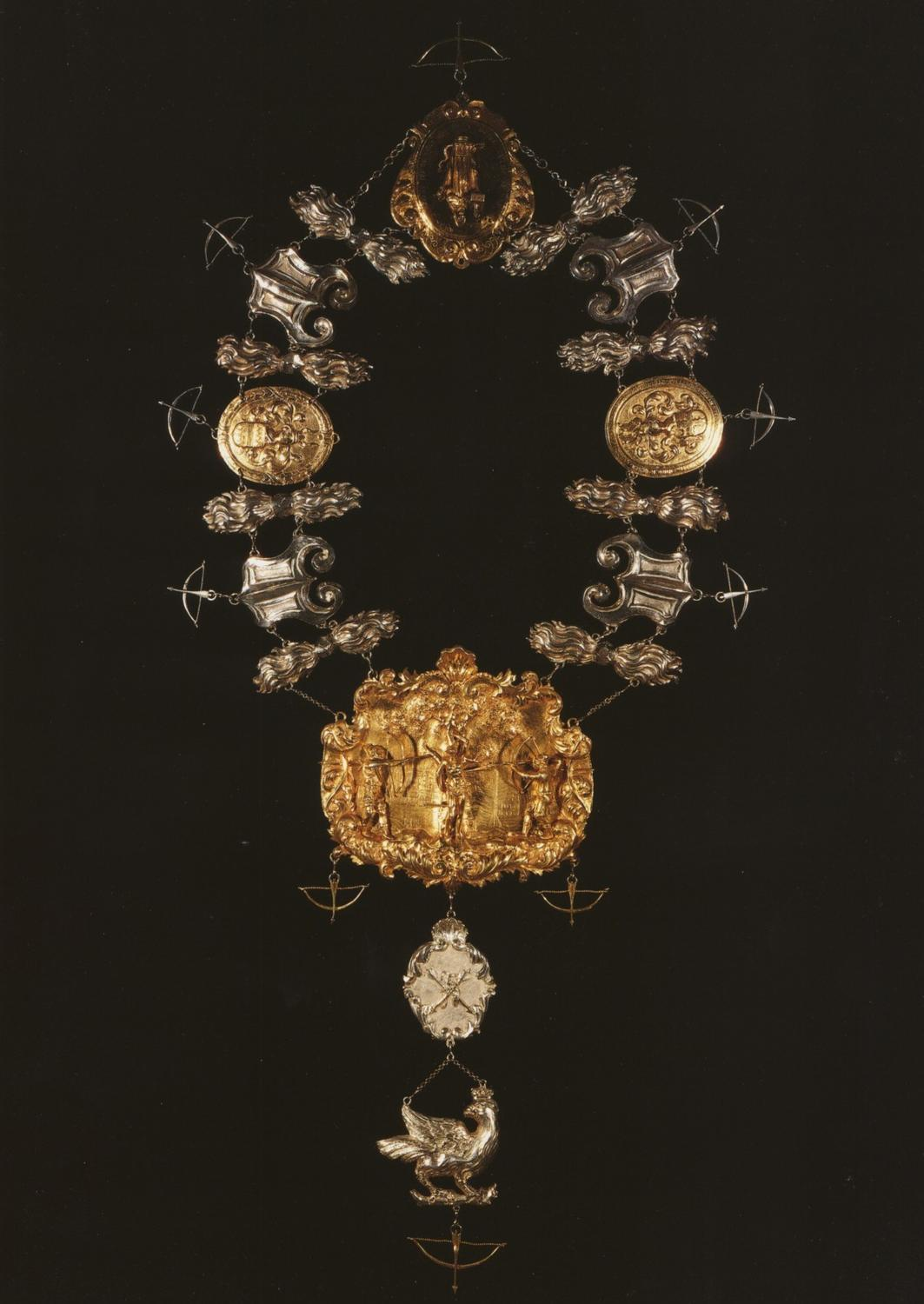
Gildebreuk van de schutters
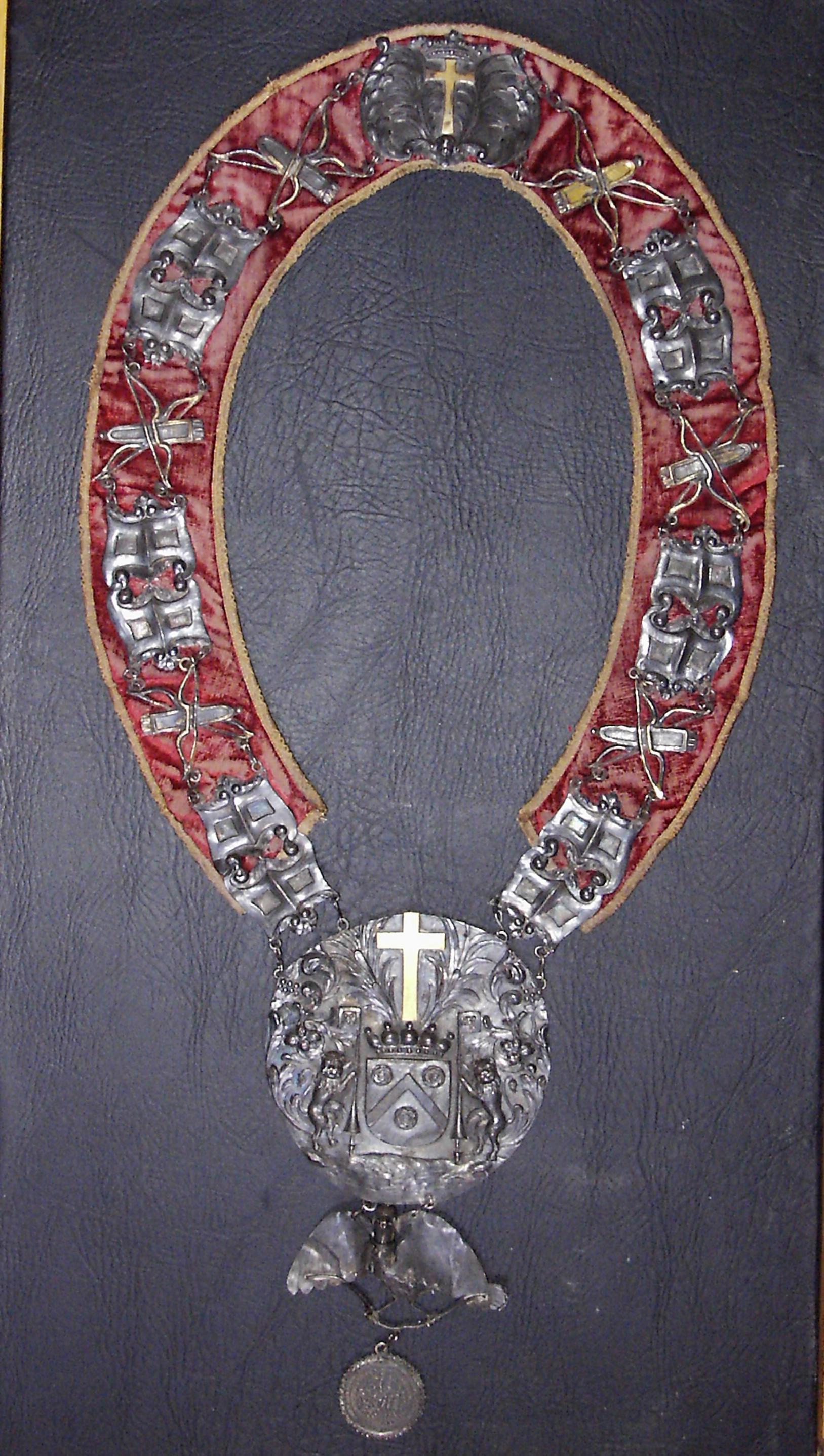
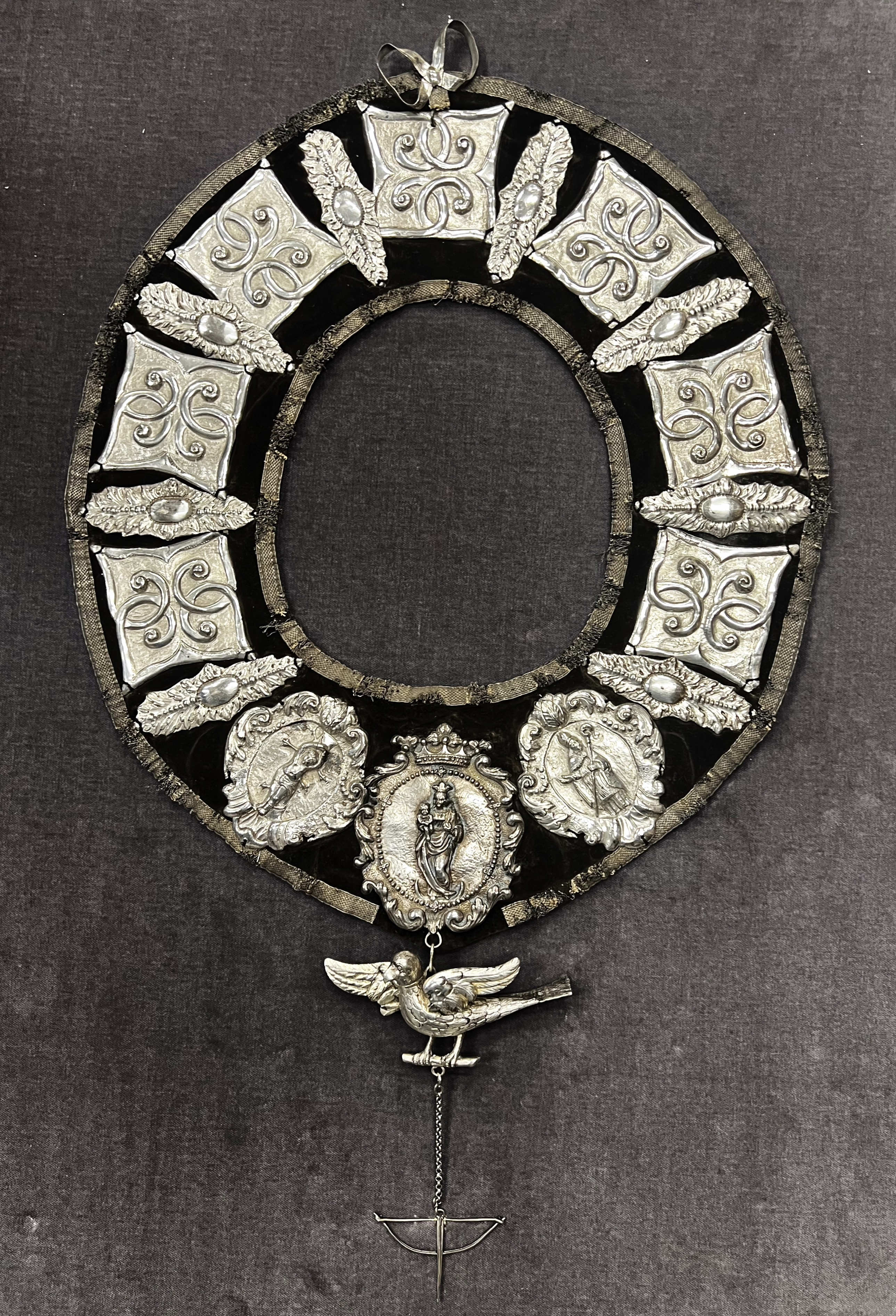
Koningsbreuk schuttersgilde Eppegem